# Clifford Brown with Strings
Clifford Brown with Strings è un album in studio del trombettista jazz statunitense Clifford Brown, pubblicato nel 1955.

## Tracce
1. Yesterdays (Otto Harbach, Jerome Kern) – 2:59
2. Laura (Johnny Mercer, David Raksin) – 3:26
3. What's New? (Johnny Burke, Bob Haggart) – 3:23
4. Blue Moon (Lorenz Hart, Richard Rodgers) – 3:13
5. Can't Help Lovin' Dat Man (Oscar Hammerstein II, Kern) – 3:43
6. Embraceable You (George Gershwin, Ira Gershwin) – 3:00
7. Willow Weep for Me (Ann Ronell) – 3:24
8. Memories of You (Eubie Blake, Andy Razaf) – 3:31
9. Smoke Gets in Your Eyes (Harbach, Kern) – 3:14
10. Portrait of Jenny (Irving Burgie, Jessie Mae Robinson) – 3:24
11. Where or When (Hart, Rodgers) – 3:26
12. Stardust (Hoagy Carmichael, Mitchell Parish) – 3:23

## Formazione
- Clifford Brown - tromba
- Richie Powell - piano
- Max Roach - batteria
- George Morrow - contrabbasso
- Barry Galbraith - chitarra
- Neal Hefti - arrangiatore, direttore